# Бхутиа, Байчунг
Байчунг Бхутиа (хинди भाईचुंग भुतिया; род. 15 июня 1976, Тинкитам, Сикким) — индийский футболист, выступавший на позиции нападающего. Капитан, рекордсмен по голам и играм за национальную сборную.
Награждён спортивной премией Арджуна в 1998, орденом Падма Шри в 2008 и наградой правительства Западной Бенгалии Банга Бхушан в 2014 году.

## Карьера

### В клубах
Начал обучение в школе Святого Ксаверия в Пакйонге, что в Восточном Сиккиме. Со своей школой он успешно выступал на внутреннем уровне, после чего поступил в Академию Таши Намгьяла в Гангтоке. Далее он выступал за различные школы и клубы Сиккима, пока не выиграл кубок Суброто в 1992 году, после чего был замечен в футбольных кругах Индии.
В 1993 году в возрасте 16 лет он бросил обучение и присоединился к клубу «Ист Бенгал», который в те годы был довольно успешен и выступал в Кубке кубков АФК. В 1995 году Бхутиа перешёл в «JCT Миллз», с которым в первый же год стал чемпионом страны, лучшим бомбардиром чемпионата и игроком года в Индии. Эти успехи не остались незамеченными, и его вызвали для участия в Кубке Неру. В 1997 году он вернулся в «Ист Бенгал Клаб», в 1998 году стал его капитаном.
В 1999 году Байчунг отправился в Англию, где неудачно пытался попасть в клубы Первого дивизиона («Фулхэм») и премьер-лиги («Астон Вилла»). В итоге он оказался в команде второго дивизиона — «Бери», с которым за три года вылетел в третий дивизион. Отыграв первую половину сезона 2002/03 в третьем дивизионе, Байчунг вернулся в клуб-середняк национальной футбольной лиги Индии — «Мохун Баган», где провёл остаток сезона.
На следующий сезон 2003/04 Байчунг вернулся в «Ист Бенгал», с которым завоевал Кубок АСЕАН. В 2003 и 2005 годах он отдавался в аренду двум малайзийским клубам: «Перак» и «МК Лэнд» соответственно.
С 2006 года он вновь выступает за «Мохун Баган», который имеет успехи лишь в местной футбольной лиге Калькутты, оставаясь середняком I-лиги. Контракт Байчунга с клубом заключён до 2010 года.

### В сборной
Сборная Индии при Байчунге ни разу не пробивалась на чемпионат мира или кубок Азии. Участие Байчунга в крупных турнирах ограничилось лишь тремя Азиатскими играми (1998, 2002, 2006), где Индия трижды не смогла преодолеть групповой этап, а сам он отметился двумя дублями в 2002 году в играх против Бангладеш и Туркменистана. В 2008 году Индия принимала участие в домашнем для себя кубке вызова АФК — турнире для слабейших 16-ти команд конфедерации. Бхутиа Байчунг был признан лучшим игроком турнира, забив при этом три гола, а индийцы выиграли и сам трофей и приз fair play. 10 января 2012 года на стадионе Джавахарлал Неру в Дели провёл прощальный матч в составе сборной, в котором его команда уступила мюнхенской «Баварии» со счётом 0:4.

### Выставочные матчи
Байчунг наравне со звёздами мирового футбола принимал участие в программе товарищеских матчей Goal 4 Africa (12 июля 2008, Мюнхен), где, выступая за команду Мальдини, отметился дублем.

## Вне поля
Несмотря на то, что народ Бхутиа — буддисты, сам Байчунг — атеист. Он женат на своей давней подруге Мадхури Типнис с 27 декабря 2004 года.
В ноябре 2003 года Байчунг подписал рекламный контракт с Adidas, сейчас он также рекламирует Nike. В городе Намчи его родного штата Сикким правительство построило стадион, который был назван в честь него — «Байчунг».
17 апреля 2008 года Байчунг должен был принять участие в эстафете Олимпийского огня в Нью-Дели, однако он отказался нести олимпийский факел, так как проводивший Олимпиаду в своей столице Китай, по его мнению, проводил в соседнем с Сиккимом Тибете неприемлемую политику.